# Museo Naval del Barco de la Virgen
El Museo Naval del Barco de La Virgen es un monumento y museo naval que tiene la particularidad de tener la forma de un gran galeón encallado junto al barranco de Las Nieves, en la zona norte del casco urbano de Santa Cruz de La Palma (Islas Canarias, España). 
Debido a su característica e icónica forma, es considerado como el símbolo por antonomasia de Santa Cruz de La Palma y uno de los emblemas más conocidos de la propia isla de La Palma. Está situado en la Plaza de La Alameda.

## Historia
Es una edificación unida a la tradición marinera, en recuerdo a los marinos palmeros que llevaron sus barcos fabricados con madera de los montes de la isla por todos los mares del mundo. 
El actual Barco de la Virgen se debe a la iniciativa de Don Armando Yanes Carrillo y otros ilustres palmeros que, con los datos existentes en el Museo Naval de Sevilla y aportando su propia técnica como último fabricante de barcos de vela de La Palma, hicieron realidad para la Bajada de La Virgen del año 1940 el barco que se puede visitar.

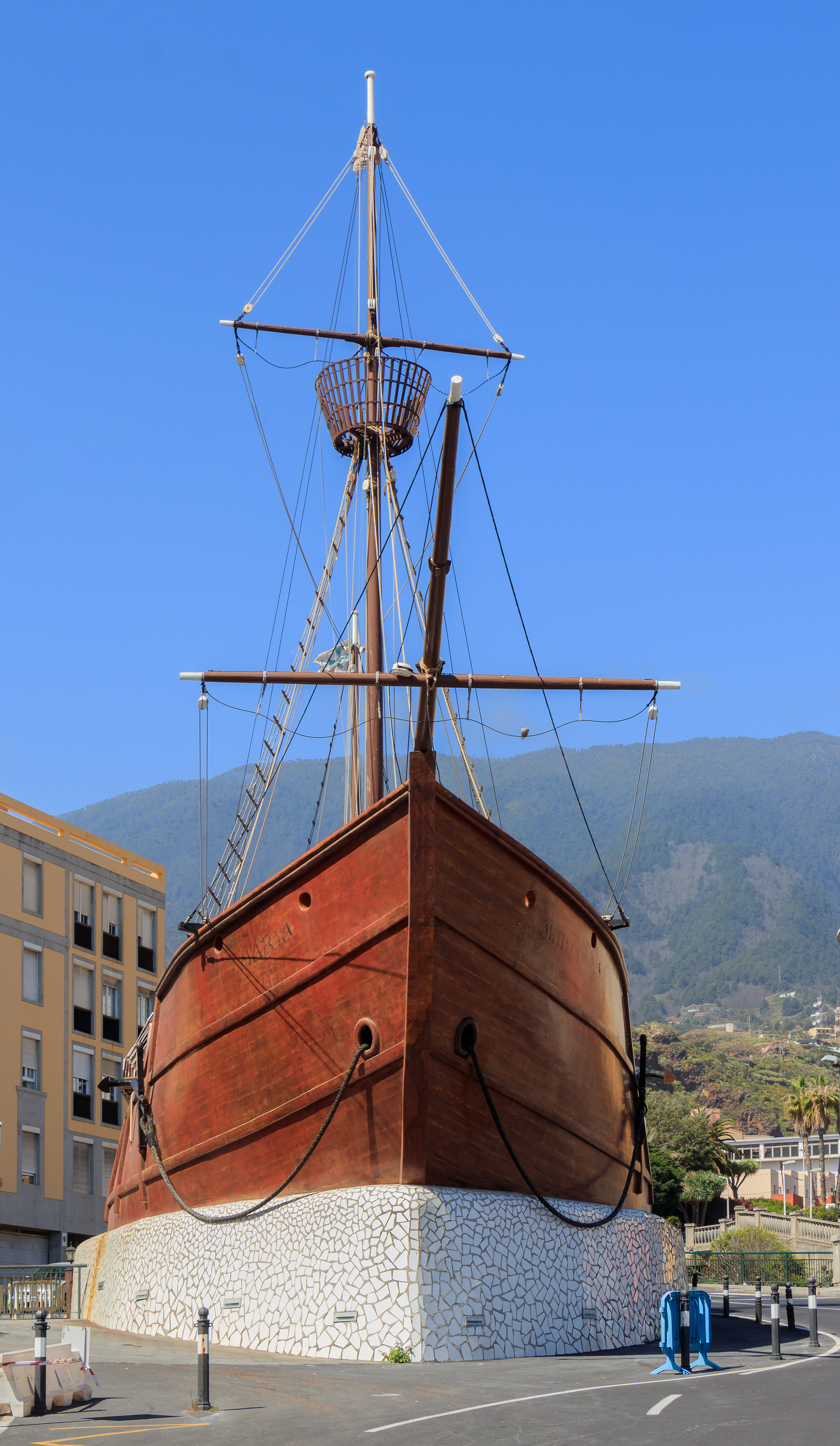
Proa del barco.

Es una reproducción del barco Santa María, con el cual Cristóbal Colón llegó a las costas americanas en 1492. Entró en funcionamiento como museo en 1975. Después de una reforma fue reabierto en el año 2009. El museo posee cartas marinas del siglo XVIII en pergaminos de incalculable valor. 
El barco tiene un papel muy importante en la citada Bajada Lustral de la Virgen de las Nieves (patrona de La Palma), celebrada cada cinco años. Cuando la Virgen llega junto al barco tiene lugar el "Diálogo entre el Castillo y la Nave", es un acto, obra del poeta Antonio Rodríguez, estrenado en las Fiestas Lustrales del año 1875 y que se representa de manera ininterrumpida desde 1885 como homenaje al pasado naval de la isla y al patronazgo marinero de la Virgen.